# Diario di fiume e altre storie
Diario di fiume e altre storie è una raccolta di racconti a fumetti pubblicata dall'autore italiano Gian Alfonso Pacinotti detto Gipi nel 2009. Le storie che la compongono per lo più erano state già pubblicate in precedenza su varie riviste.
Le vignette delle varie storie sono in parte dipinte ad acquerello, in parte realizzate in monocromia con inchiostri neri acquerellati e in parte disegnate a china senza colorazione.

## Racconti contenuti nella raccolta

### Diario di fiume
Durante una vacanza di dieci giorni, due ragazzi discendono un fiume in canoa con l'intenzione di arrivare fino al mare, dormendo in edifici abbandonati. In una sosta scoprono una piscina naturale dove si bagnano le ragazze del luogo, delle quali fanno la conoscenza. Vorrebbero fermarsi più a lungo ma temono che così romperebbero l'incanto. Alla fine scoprono di aver percorso molti meno chilometri di quanti avevano pensato.

### Il pugile
Mentre è seduto dolorante nel suo angolo durante un incontro combinato, un pugile richiama alla mente gli episodi più significativi della sua vita.

### I due funghi
Il narratore, a cui da poco è venuto a mancare il padre, va in cerca di funghi col padre di un suo amico morto, parlandogli della sua fobia dei dentisti. Ciascuno dei due trova nell'altro un sostituto del suo famigliare.

### La ragazza volpe
Senza accorgersene, un uomo investe e uccide con la sua automobile una ragazza (o era una volpe?)

### Il genio
Il narratore si chiede cosa sia il genio, e fa degli esempi che l'hanno visto coinvolto. Riconosce che non sia stata un'idea geniale aver lasciato la fidanzata per il culo di una cameriera, ma trova invece geniali alcune trovate dei suoi amici, come le gare di bevute di Campari Soda da bacinelle o il tentativo di spegnere l'incendio del motore di un'automobile con un sacchetto pieno di mozzarelle di bufala.

### Puzzola
Un barbone che vive nel garage di una villetta vuota è detto "Puzzola" per l'odore che emana.

### Io, te, il demonio e la magia nera
Il narratore si reca con tre amici in una zona dove si dice che si svolgano delle messe nere. Il gruppetto trova una tavola di legno con disegnata sopra l'effige di un autista degli autobus di Livorno e dei fori di proiettile all'altezza del petto; ciò fa cambiare loro l'idea che si sono fatti dei presunti satanisti.

### Dramma marocchino
Un giornalista raccoglie la testimonianza di un immigrato clandestino ivoriano di nome Serge. Dall'Algeria il suo gruppo di migranti si era spostato in Marocco, dov'era stato arrestato e aveva subito le angherie della polizia prima di essere abbandonato nel deserto; solo grazie alla generosità degli abitanti di un villaggio è riuscito a sopravvivere.

### La ragazza di plastica
Un uomo scapolo con precedenti penali acquista una sex doll; la bambola viene vista dall'esterno da un poliziotto che, credendola una vera donna, va a controllare. Questi scopre la verità e ricatta il suo proprietario perché la lasci utilizzare anche a lui e a un suo collega.

### Appuntamento a Venezia
In un locale di Treviso, Fabio, fonico toscano di un gruppo che sta suonando, conosce Lara, cameriera in un pub di Venezia. I due si piacciono e si scambiano i numeri di cellulare, col proposito di rivedersi a Venezia dopo qualche giorno. Le chiamate di Fabio però rimangono senza risposta; a Venezia cerca affannosamente Lara senza successo. È infatti accaduto che il telefonino di Lara sia stato rubato. Fabio, che non può saperlo, torna a casa profondamente scornato.

### Una storia sulla merda
Bongo, amico del narratore con cui ha fatto un viaggio in canoa, per dieci giorni non è andato di corpo. Quando sente lo stimolo, si apparta in un campo e finalmente riesce a defecare: ne esce un escremento sodo, cilindrico ed enorme. I due ragazzi se ne vanno in tutta fretta, immaginando la gente del posto che li insegue con fiaccole e forconi.

## Edizioni
- Gipi, Diario di fiume e altre storie, Bologna, Coconino Press, 2009,  p. 125, ISBN 978-88-7618-153-5.
- Gipi, Diario di fiume e altre storie, Coconino Cult, Bologna, Coconino Press, 2014,  p. 125, ISBN 978-88-7618-297-6.